# Pentaphragma mindanaense
Pentaphragma mindanaense är en tvåhjärtbladig växtart som beskrevs av Merrill. Pentaphragma mindanaense ingår i släktet Pentaphragma och familjen Pentaphragmataceae. Inga underarter finns listade i Catalogue of Life.